# 마령중량
마령중량은 말의 나이와 성별에 따라 부담중량이 이미 규정에 의해 정해진 대로 결정되는 것이다. 이는 경주마들에게 우승의 기회를 균등히 주는 것이 아니라, 반대로 우수한 말에게 우승의 기회를 많이 줌으로써 진정으로 우수한 말을 발굴하는 데 유용한 중량제도다.